# Gavi (organisation)
Gavi, officiellt Gavi, the Vaccine Alliance  (tidigare Gavi Alliance, och innan dess Global Alliance for Vaccines and Immunization ) är ett offentlig-privat globalt partnerskap med målet att öka tillgången till vaccination i fattiga länder.
Från grundadet år 2000 fram till 2018 hjälpte Gavi till att vaccinera över 760 miljoner barn. Organisationen förhandlar om lägre vaccinpriser, stödjer utveckling av nya vacciner, och jobbar med utbildning och finansiering.
Gavi samarbetar med regeringar, WHO, Unicef, Världsbanken, läkemedelsindustrin och privata givare som Gates Foundation. Organisationen har hyllats för sitt effektiva och resultatinriktade arbetssätt, men har också kritiserats för att ge privata aktörer för stort inflytande, för att prioritera dyra nya vacciner och för sin koppling till vinstdrivna företag.